# Afrykanistyka
Afrykanistyka – nauka zajmująca się badaniem języków, literatury, kultur, społeczeństw, historii, polityki i gospodarki krajów afrykańskich. Jedną z dziedzin afrykanistyki jest etiopistyka.

## Afrykanistyka w Polsce
Jedynym w Polsce uniwersyteckim ośrodkiem afrykanistycznym jest Katedra Języków i Kultur Afryki Wydziału Orientalistycznego Uniwersytetu Warszawskiego na Uniwersytecie Warszawskim.
Jednym z pierwszych w Polsce, niezależnym, pozarządowym ośrodkiem badawczym zajmującym się współczesnymi problemami Afryki Subsaharyjskiej jest Polskie Centrum Studiów Afrykanistycznych z siedzibą we Wrocławiu.
Do znanych polskich afrykanistów należą m.in.
- Joanna Mantel-Niećko
- Jan Milewski
- Rajmund Ohly
- Nina Pawlak
- Stanisław Piłaszewicz
- Eugeniusz Rzewuski
- Ewa Siwierska
- Roman Stopa
- Alicja Wrzesińska
- Andrzej Zajączkowski